# Вулиця Академіка Ромоданова
Ву́лиця Акаде́міка Ромода́нова — вулиця в Шевченківському районі міста Києва, місцевості Татарка, Загорівщина. Пролягає від вулиці Юрія Іллєнка до Макарівської вулиці.
Прилучаються вулиці Герцена, Багговутівська і Врубелівський узвіз.

## Історія
Вулиця виникла у 2-й половині XIX століття, спершу була у складі Макарівської вулиці (назва з 1869 року). На топографічних картах 1930-х — 1940-х років на ній позначено під'їзну колію Кабельного заводу. 
У 1939 році виокремлена під назвою вулиця Омеляна Пугачова, на честь донського козацького отамана, керівника селянського повстання у Російській імперії Омеляна Пугачова. 1944 року назву уточнено як вулиця Пугачова.
З 1950-х до початку 1970-х років вулицею проходив тролейбусний маршрут № 18, доки не було ліквідовано державну дачу в садибі Більського.
Сучасна назва на честь Академіка Ромоданова, українського лікаря-нейрохірурга, з 2018 року.

## Забудова
Житлова забудова вулиці відноситься переважно до 1950—70-х років — «сталінки», багатоповерхові будинки типових серій 96 та 1-КГ-480-12У. Залишилося кілька старіших будинків. Будинок № 2/32 на розі з вулицею Юрія Іллєнка зведений до 1941 року, для особового складу Дніпровської військової флотилії.
Будинок № 3 зведений у 1902 році цивільним інженером Володимиром Безсмертним для школи-притулку. У 1945–1962 роках тут проживали діти, звільнені з концтаборів, та ті, чиї батьки загинули на війні.
Будинок № 6 належав купцю М. Моржанову, з 1929 року — лікарю-фтизіатру, інфекціоністу, завідувачеві Київського туберкульозного інституту Гаврилі Сидоренку. Тут бували сестри Лесі Українки — Ізидора Косач-Борисова та Ольга Косач-Кривинюк. Будинок зведений у цегляному стилі наприкінці XIX століття.
У будинку № 12/2 на початку XX століття розташовувалася церковно-учительська школа (семінарія). Першим її директором був майбутній митрополит УАПЦ Василь Липківський. Тут працювали поет Олекса Коваленко, композитор і диригент Микола Леонтович, композитор Кирило Стеценко, педагог Григорій Шерстюк, навчався майбутній народний артист СРСР Олександр Міньківський. Будинок семінарії зведено у 1903 році, за проектом архітектора Євген Єрмакова.

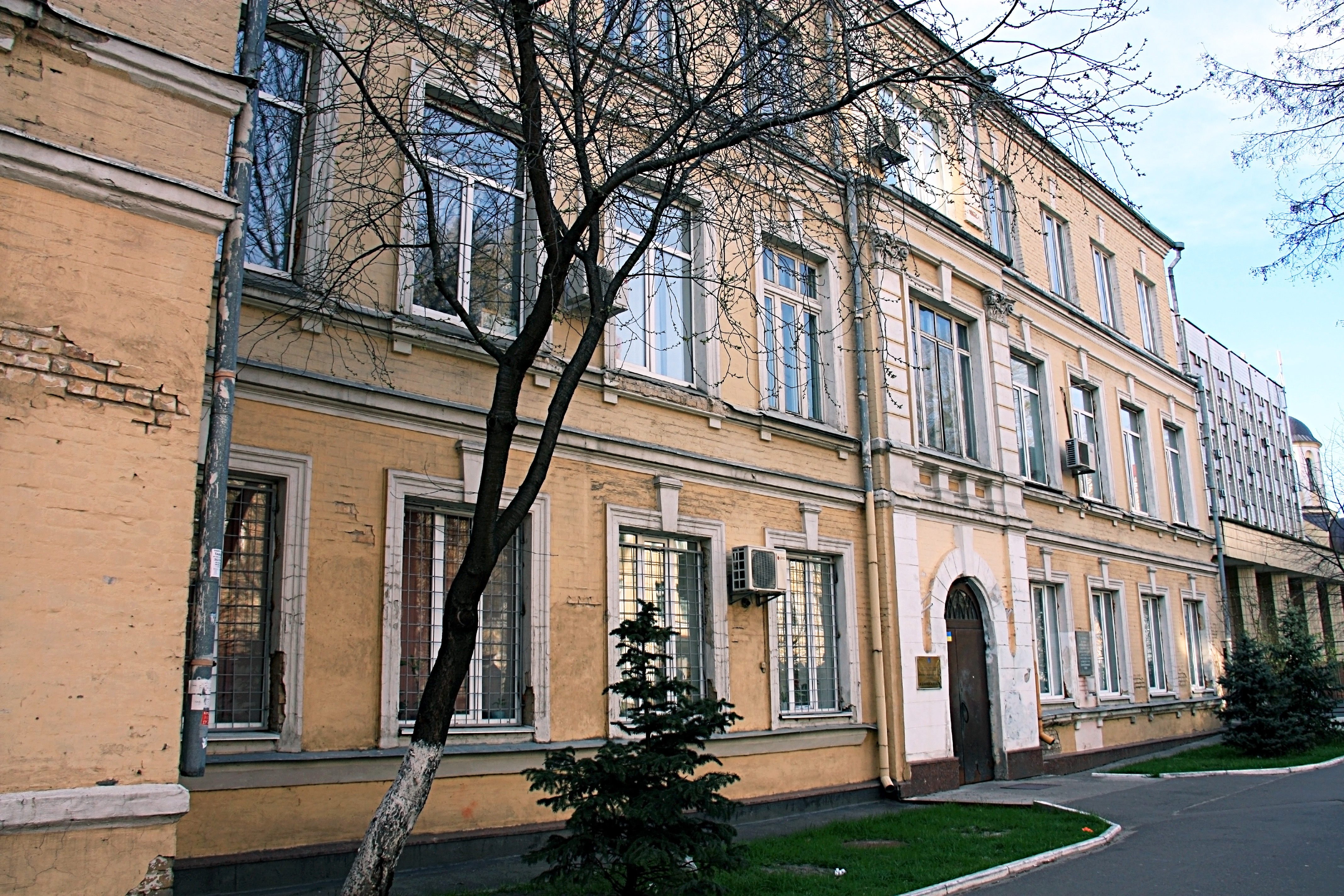
Будинок № 3
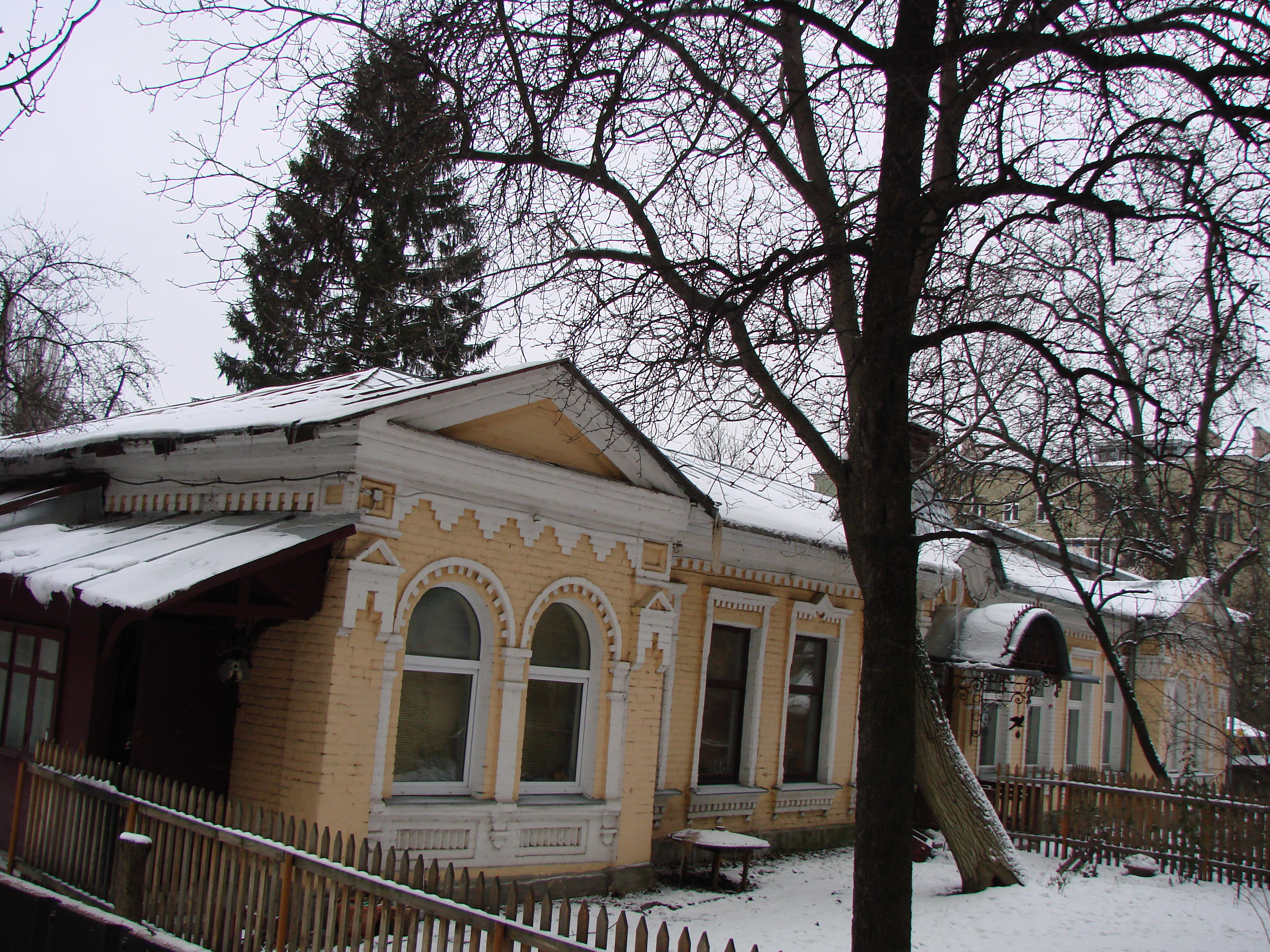
Будинок № 6
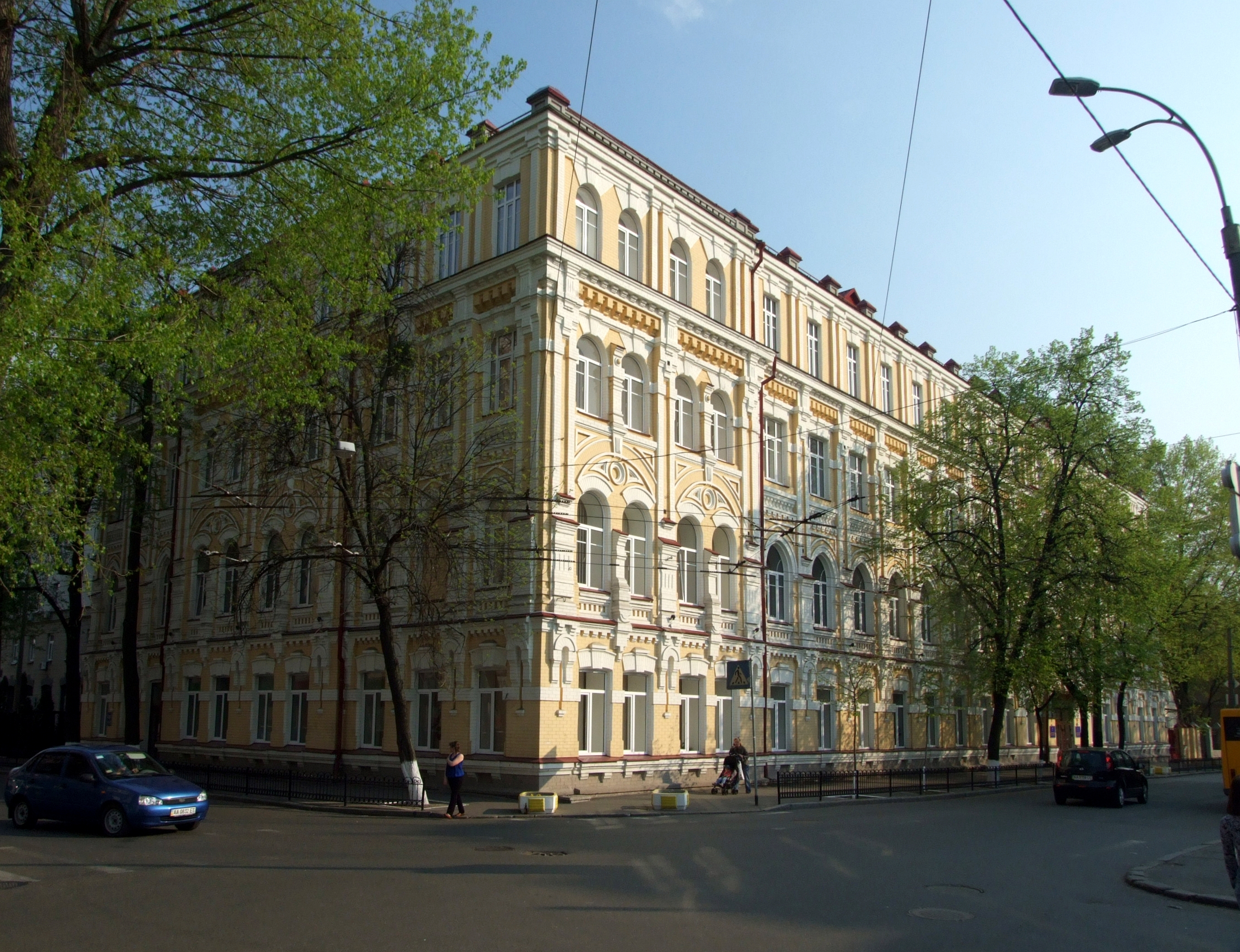
Будинок № 12/2

## Пам'ятники та меморіальні дошки
- буд. № 12/2 — меморіальна дошка на честь композитора Миколи Леонтовича, який працював у цьому будинку у 1919–1920 роках. Дошку відкрито 15 жовтня 1965 року, скульптор  Валентина Шевченко.
- буд. № 3 — меморіальна дошка на будинку, в якому розташовувався дитячий будинок № 13 для дітей, звільнених з концтаборів та тих, чиї батьки загинули у Великій Вітчизняній війні. Відкрита у 1990 році, архітектор — В. П. Приходько.

Меморіальна дошка Леонтовичу
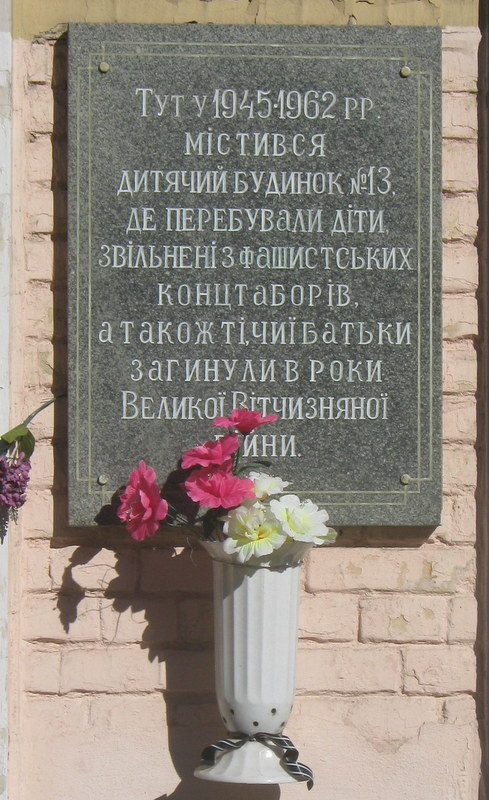
Меморіальна дошка дитячому будинку

## Установи та заклади
- Музична школа № 26 (буд. № 6/29)
- Загальноосвітня школа № 70 (буд. № 10)
- Національна академія державного управління при Президентові України (буд. № 12/2)
- Відділ РАГС Шевченківського району (буд. № 17)